# Hal (Frans Hals Museum)

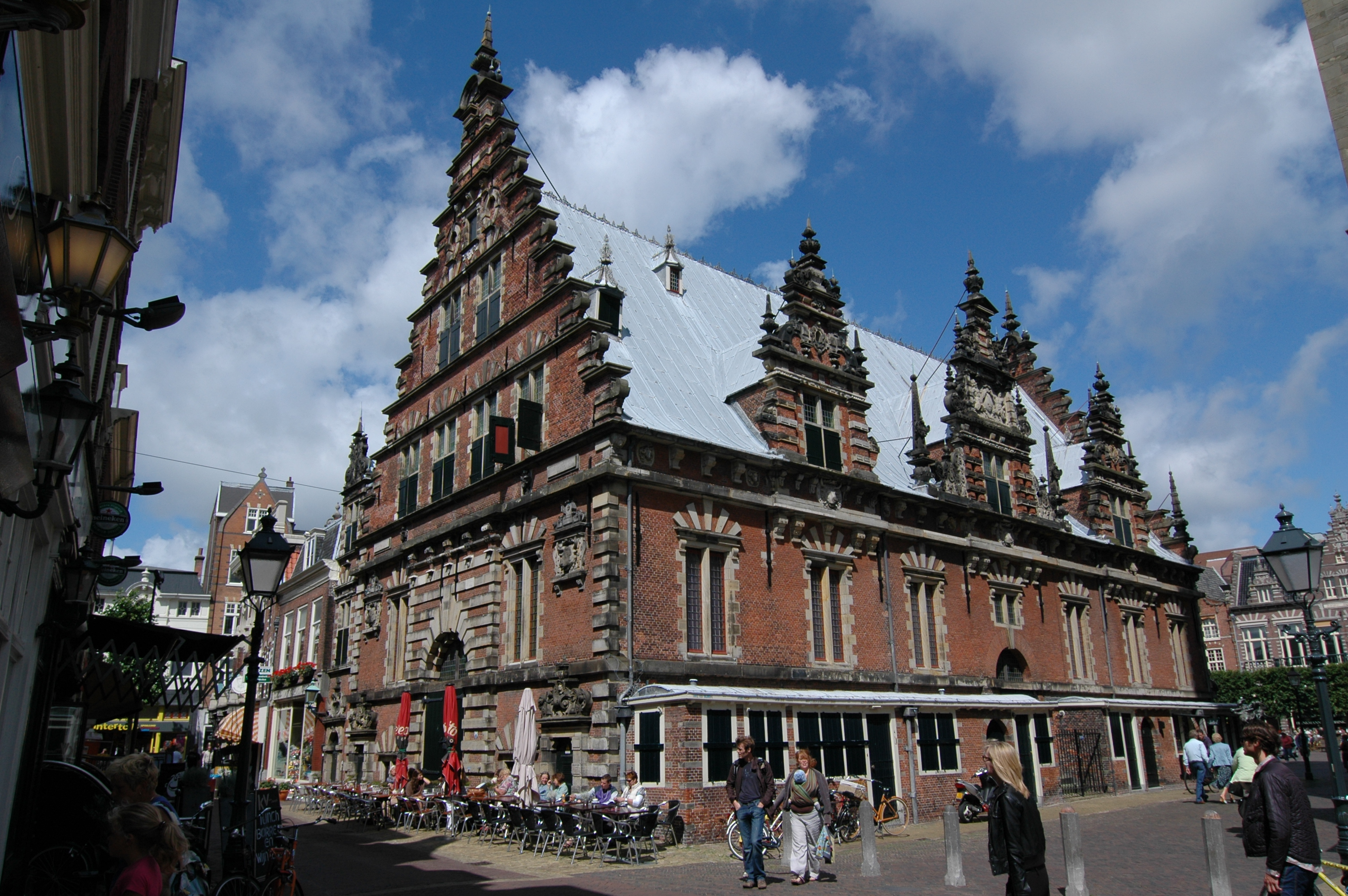
Vleeshal

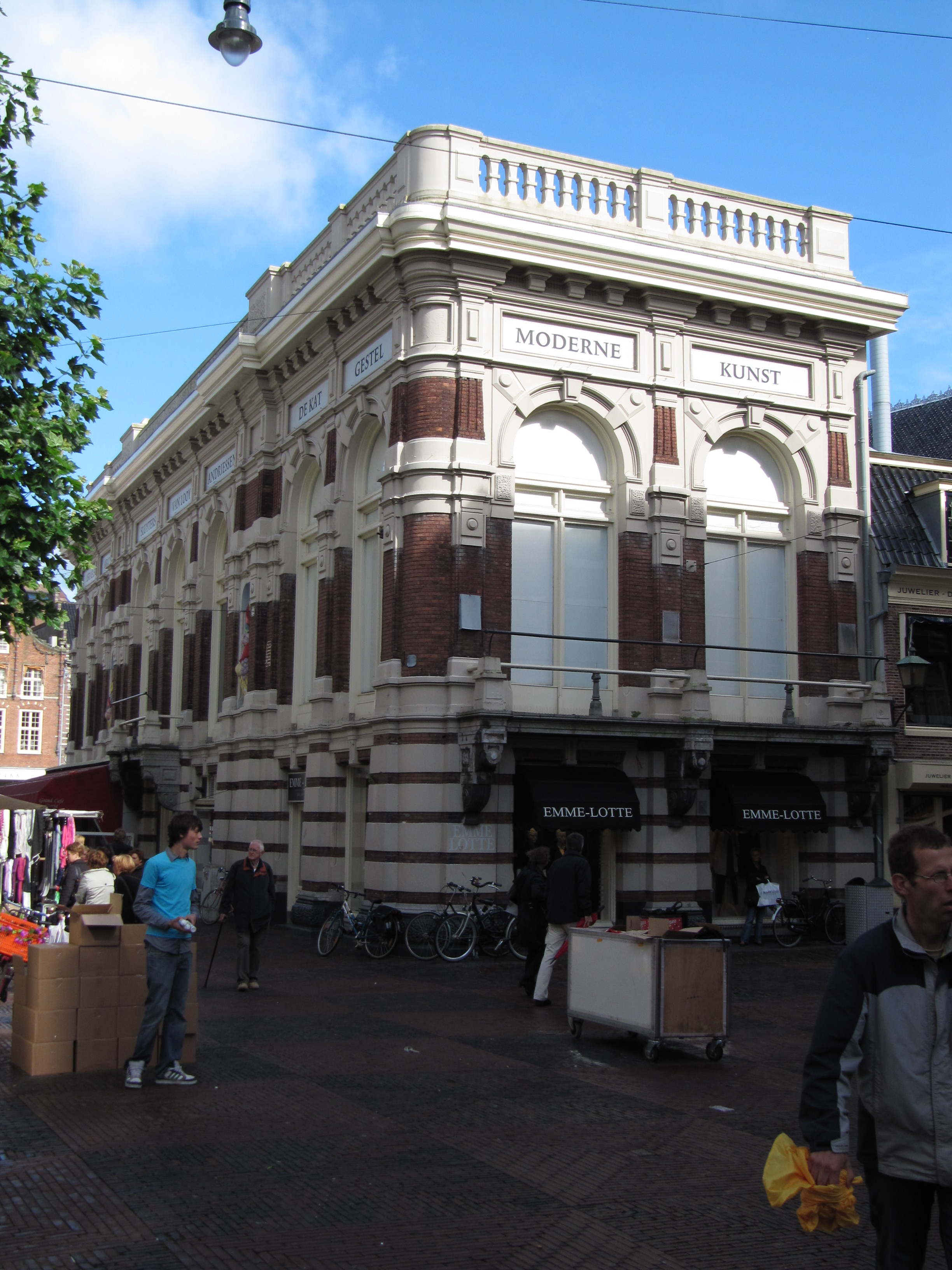
Verweyhal

Hal (voorheen De Hallen Haarlem) is een tentoonstellingscomplex van het Frans Hals Museum aan de Grote Markt van Haarlem waar moderne en hedendaagse kunst tentoongesteld wordt in wisselende presentaties. De nadruk ligt op hedendaagse foto- en videopresentaties, waarin mens en maatschappij centraal staan.

## Geschiedenis
In 1913 verhuisde het Stedelijk museum voor kunst en oudheden van Haarlem vanuit het stadhuis naar het Oudemannenhuis onder de nieuwe naam Frans Hals Museum. Hoewel het museum vooral bedoeld was voor Haarlems roemrijke verleden, kreeg ook eigentijdse kunst een plaats. Zo schonk het Haarlemse gemeenteraadslid J. Krol Kzn. het museum bij de opening in 1913 een collectie die een overzicht gaf van de kunstproductie rond 1900. Werk van Haagse Schoolschilders als Paul Joseph Constantin Gabriel, Jozef Israëls, Hendrik Willem Mesdag en Jan Hendrik Weissenbruch waren vertegenwoordigd in deze schenking alsook Piet Mondriaan met een aquarel. Ondanks deze schenking had de eerste directeur van het museum, Gerrit Gratama (1874-1965), geen plannen om moderne kunst te verzamelen of tentoon te stellen.
In de jaren twintig werd van het Frans Hals Museum, als stedelijk museum, steeds meer een rol verwacht in het culturele leven. Haarlemse kunstenaarsverenigingen organiseerden tentoonstellingen in het museum en er ontstond behoefte aan een nieuwe zaal voor hedendaagse kunst, die werd gerealiseerd in 1931.
Van 1946 tot 1972 was H.P. Baard directeur. Onder zijn bewind kwam de nadruk te liggen op kunst in plaats van de historie van Haarlem. Baard dunde de hoeveelheid schilderijen in de zalen aanzienlijk uit en verwijderde de zwaarden, vaandels, kanonskogels en andere herinneringen aan de Haarlemse geschiedenis.

## Moderne kunst
Ruimtegebrek was een probleem, waardoor de collectie moderne kunst veelal in de depots bleef. Vanaf de jaren vijftig groeide de verzameling moderne kunst en werd voor het eerst hedendaagse kunst aangekocht. Een reden hiervoor was dat oude kunst na de oorlog vrijwel onbetaalbaar was. Van 1949 tot 1967 fungeerde het Huis van Looy (Kleine Houtweg 103) als dependance van het Frans Hals Museum voor het tentoonstellen van moderne kunst. Baard bewoonde de bovenverdieping.
In 1960 werd Daan Schwagermann (1920-2023) aangesteld als adjunct-directeur, verantwoordelijk voor moderne kunst. Hij werd in 1970 directeur moderne kunst. Hij probeerde systematisch te verzamelen en beoogde een overzicht van de ontwikkelingen in de twintigste-eeuwse beeldende kunst. In de jaren zestig bestond in Haarlem een goed klimaat voor moderne kunst. Het was de bedoeling dat de collectie moderne kunst van het Frans Hals Museum een zelfstandige collectie zou gaan vormen. De afdeling moderne kunst zou gevestigd moeten worden op de Grote Markt, met tentoonstellingsruimten in de Vis- en Vleeshal en de Verweyhal. De Vis- en Vleeshal fungeerden al langer als tentoonstellingsruimten.

## De Hallen / Hal
In 1961 werd de Vishal als tentoonstellingsruimte aan het Frans Hals Museum toegevoegd, in 1967 volgde de Vleeshal. In 1993 werd de Vishal afgestoten en de naast de Vleeshal gelegen Verweyhal in gebruik genomen. De Vishal behoort sinds 1993 niet meer tot het museum, maar wordt door een aparte stichting beheerd.
De Hallen werden een tijdlang gepositioneerd als een apart museum voor moderne kunst, maar vanaf 29 maart 2018 worden de Hallen, onder de naam Hal, gepositioneerd als een van de twee locaties van het Frans Hals Museum waarbij ook de oude kunst ruimte op deze locatie krijgt.

### Gebouwen
Het tentoonstellingscomplex Hal bestaat uit drie rijksmonumentale panden, de Vleeshal, de Verweyhal en het tussengelegen ‘vishuisje’. Het vishuisje – ooit woning van de knecht van de vismarkt – dient als entree voor de beide Hallen.

#### Vleeshal
De oude Vleeshal werd gebouwd in de jaren 1602-1604 en is ontworpen door de Haarlemse stadsbouwmeester Lieven de Key (ca. 1560-1627). Het gebouw is in gotische stijl wat betreft het grondplan, de opbouw van de trapgevels en het steile dak. De toevoegingen van Toscaanse zuilen en rusticablokken zijn renaissancistisch, net als de ornamenten. Na de Tweede Wereldoorlog bepaalden burgemeester en wethouders dat het gebouw tentoonstellingsruimte moest worden. Dat is het tot op heden gebleven. Op de twee verdiepingen organiseert het Frans Hals Museum wisselende tentoonstellingen van hedendaagse kunst. In de kelder zetelt het Archeologisch Museum.

#### Verweyhal
De Verweyhal staat naast de Vleeshal aan de Grote Markt en werd gebouwd in de 19e eeuw als herensociëteit van de vroegere rederijkerskamer, later culturele gezelligheidsvereniging Trou moet Blycken en werd later overgenomen door de gemeente Haarlem. In 1992 werd het pand verbouwd. De bel-etage (verdieping) kreeg - met steun van de Stichting Kees Verwey - een museale functie en een nieuwe naam: de Verweyhal, naar de schilder Kees Verwey (1900-1995). De voormalige stadsarchitect Wiek Röling maakte samen met architect Jan Bernard het ontwerp voor de nieuwe inrichting.

## Exposities (selectie)
- 1952 De Camera Obscura in Beeld
- 1971-1972 Een beeld van Bronner